# Revolt del Pas de les Illes

El Revolt del Pas de les Illes respecte del terme de Granera

El Revolt del Pas de les Illes és un revolt de la carretera BV-1245, en el terme municipal de Granera, a la comarca del Moianès.
Està situat en el punt quilomètric 7,850 d'aquesta carretera, a llevant del poble de Granera. És a l'esquerra del torrent de la Riera, al sud-oest de la Plana del Mas. De l'extrem oest d'aquest revolt arrenca el Camí del Pas de les Illes, de primer cap a ponent, i després cap a migdia. És al sud-oest del Revolt del Forat Negre.